# Cúp Liên đoàn bóng đá Đức 2007
Cúp Liên đoàn bóng đá Đức 2007 hay được gọi là DFL-Ligapokal 2007 là giải đấu thứ 11 và cuối cùng của Cúp Liên đoàn bóng đá Đức. Giải đấu không thể được tổ chức vào năm 2008 do lịch thi đấu của UEFA Euro 2008, và không trở lại vào năm 2009. Một trận siêu cúp không chính thức đã diễn ra trong năm này và được chính thức công nhận vào năm 2010 với tên gọi là Siêu cúp Đức.
Ligapokal 2007 chứng kiến một sự thay đổi nhỏ về thể thức, với nhà vô địch 2. Bundesliga (với trường hợp này là Karlsruher SC) thay cho đội xếp thứ năm tại Bundesliga. Danh hiệu này đã thuộc về Bayern Munich, đội đã giành được chiến thắng thứ sáu với chiến thắng 1–0 trước Schalke 04.

## Các đội bóng tham gia
Tổng cộng có sáu đội đủ điều kiện tham gia giải đấu. Các kí hiêuh ngoặc đơn cho biết cách mỗi đội đủ tiêu chuẩn cho vị trí của vòng đầu tiên:
- 1st, 2nd, 3rd, 4th, etc.: Vị trí ở Bundesliga
- CW: Đội vô địch Cúp bóng đá Đức
- 2BL: dội vô địch 2. Bundesliga
- TH: Đương kim vô địch

| Bán kết               | Bán kết             |
| --------------------- | ------------------- |
| VfB Stuttgart (1st)   | 1. FC Nürnberg (CW) |
| Vòng sơ loại          |                     |
| Schalke 04 (2nd)      | Bayern Munich (4th) |
| Werder BremenTH (3rd) | Karlsruher SC (2BL) |

## Trận đấu

### vòng sơ loại
| Schalke 04   | 1–0      | Karlsruher SC |
| ------------ | -------- | ------------- |
| Altıntop 35' | Chi tiết |               |

| Werder Bremen | 1–4      | Bayern Munich                                       |
| ------------- | -------- | --------------------------------------------------- |
| Borowski 9'   | Chi tiết | Schweinsteiger 23' · Altıntop 27' · Ribéry 35', 54' |

### Bán kết
| 1. FC Nürnberg  | 2–4      | Schalke 04                                                     |
| --------------- | -------- | -------------------------------------------------------------- |
| Vittek 20', 73' | Chi tiết | Kobiashvili 38' · Ernst 43' · Løvenkrands 45' · Westermann 58' |

| VfB Stuttgart | 0–2      | Bayern Munich          |
| ------------- | -------- | ---------------------- |
|               | Chi tiết | Ribéry 8' · Wagner 66' |

### Chung kết
| Bayern Munich | 1–0      | Schalke 04 |
| ------------- | -------- | ---------- |
| Klose 29'     | Chi tiết |            |

| Bayern Munich | Schalke 04 |

| GK              | 1  | Oliver Kahn (c)   |     |     |
| RB              | 21 | Philipp Lahm      |     |     |
| CB              | 3  | Lúcio             | 43' |     |
| CB              | 6  | Martín Demichelis |     |     |
| LB              | 23 | Marcell Jansen    |     |     |
| CM              | 15 | Zé Roberto        | 77' |     |
| CM              | 16 | Andreas Ottl      |     |     |
| RW              | 30 | Christian Lell    |     | 75' |
| AM              | 8  | Hamit Altıntop    |     |     |
| LW              | 20 | José Sosa         |     |     |
| CF              | 18 | Miroslav Klose    |     | 89' |
| Dự bị           |    |                   |     |     |
| GK              | 22 | Michael Rensing   |     |     |
| DF              | 5  | Daniel Van Buyten |     |     |
| DF              | 28 | Stefano Celozzi   |     |     |
| MF              | 14 | Julio dos Santos  |     | 75' |
| FW              | 34 | Sandro Wagner     |     | 89' |
| Huấn luyện viên |    |                   |     |     |
| Ottmar Hitzfeld |    |                   |     |     |

| GK              | 1  | Manuel Neuer       |     |     |
| RB              | 18 | Rafinha            |     | 75' |
| CB              | 5  | Marcelo Bordon (c) |     |     |
| CB              | 20 | Mladen Krstajić    | 33' |     |
| LB              | 24 | Christian Pander   |     |     |
| CM              | 8  | Fabian Ernst       |     |     |
| CM              | 3  | Levan Kobiashvili  | 64' |     |
| AM              | 19 | Halil Altıntop     | 54' |     |
| RW              | 10 | Ivan Rakitić       |     | 66' |
| CF              | 22 | Kevin Kurányi      |     |     |
| LW              | 11 | Peter Løvenkrands  |     | 58' |
| Dự bị           |    |                    |     |     |
| GK              | 33 | Mathias Schober    |     |     |
| DF              | 2  | Heiko Westermann   |     | 75' |
| DF              | 31 | Sebastian Boenisch |     |     |
| MF              | 13 | Jermaine Jones     |     |     |
| MF              | 25 | Zlatan Bajramović  |     |     |
| MF              | 26 | Mimoun Azaouagh    |     | 66' |
| FW              | 14 | Gerald Asamoah     | 72' | 58' |
| Huấn luyện viên |    |                    |     |     |
| Mirko Slomka    |    |                    |     |     |